# Національний фронт за визволення Анголи
Національний фронт за визволення Анголи ФНЛА (порт. Frente Nacional de Libertação de Angola, FNLA) — ангольська військово-політична організація, з 1992 права політична партія. Найстарша з нині діючих політичних структур Анголи. Активно брав участь у війні за незалежність і громадянській війні. Традиційно спирається на народність баконго, займає консервативні трайбалістські позиції.

## Первісна структура
Національний рух на півночі португальської Анголи став організаційно оформлятися до середини 1950-х років. У 1954 група активістів на чолі з вихідцем з племінної аристократії баконго Голденом Роберто заснувала Союз народів Північної Анголи (УПНА). Два роки по тому Роберто офіційно очолив УПНА. В 1957 організація направила в ООН ноту, що містила заклик щодо відновлення Королівства Конго, що існувало в XIV–XIX століттях.
У 1958 політичний курс УПНА змінився — організація виступила за незалежність Анголи. Відповідно змінилася і назва: Союз народів Анголи (УПА). Але трайбалістська орієнтація на баконго при цьому зберігалася.

## Антиколоніальний рух і уряд у вигнанні
У 1962 УПА об'єднався з невеликою Демократичною партією Анголи. Рух прийняв назву Frente Nacional de Libertação de Angola — ФНЛА. Штаб-квартира організації розташовувалася в Кіншасі — столиці Конго-Заїру. Там же функціонував Революційний уряд Анголи у вигнанні —— Govêrno revolucionário de Angola no exílio (GRAE), на чолі якого стояв Голден Роберто, а міністром закордонних справ був Жонас Савімбі.
У першій половині 1960-х GRAE вдалося придбати статус головного представника антиколоніальних сил Анголи. Роберто встановив контакти з авторитетними африканськими лідерами, виступав в ООН, налагодив ділові зв'язки з адміністрацією і спецслужбами США.. Зустріч Роберто з Чень І дозволила організувати оперативну взаємодію ФНЛА з КНР.. Найтіснішою була співпраця ФНЛА з президентом Заїру Мобуту Сесе Секо, однодумцем і родичем Роберто.
ФНЛА позиціонувався як єдиний законний представник національно-визвольного руху Анголи. Він відкидав співпрацю зі створеним в 1956 рухом МПЛА, відмовлявся від створення єдиного антиколоніального фронту. Така позиція пояснювалася вузькоплеменним трайбалізмом Роберто і його консервативними антикомуністичними поглядами, ворожими лівим і марксистським тенденціям ідеології МПЛА.
В 1966 стався розрив між Роберто і Савімбі (в принципі з тих же причин, які блокували альянс ФНЛА з МПЛА). Міністр закордонних справ покинув GRAE і створив свою організацію — Національний союз за повну незалежність Анголи (УНІТА).

## Участь у війні за незалежність
З лютого-березня 1961 — перша атака в Луанді сталася 4 лютого 1961 — УПА-ФНЛА почав збройну боротьбу проти португальського колоніального уряду. Вилазки здійснювалися зазвичай з конголезької території в північних і північно-східних районах Анголи. Дії загонів Роберто відрізнялися особливою жорстокістю щодо португальських поселенців і лояльних до них африканців (особливо які не належать до баконго). Найбільшу активність ФНЛА розвинув у провінції Уїже, значну частину населення якої становили етнічні баконго.
Військові ресурси ФНЛА були вельми обмеженими. Вони дозволяли влаштовувати локальні збройні вилазки і терористичні акції, але бойові зіткнення з португальськими колоніальними військами не були успішними. Вклад ФНЛА в озброєну боротьбу за незалежність значно поступався МПЛА. Водночас ФНЛА вдалося створити терористичне підпілля в Луанді, на чолі якого стояв один з найближчих соратників Роберто Лукас Нгонда Бенгі.
З середини 1960-х почалися озброєні зіткнення між ФНЛА і МПЛА —— передвістя майбутньої громадянської війни в незалежній Анголі.
В 1972 відбулося повстання у військових частинах ФНЛА, спрямоване проти керівництва організації, що осіло в Заїрі. Повстання було насилу придушено заїрський армією за наказом Мобуту

## Поразка в громадянській війні
Португальська революція 25 квітня 1974 мала наслідком прискорену деколонізацію. Спочатку передбачалося, що уряд незалежної Анголи буде сформований на коаліційній основі трьома визвольними рухами — МПЛА, ФНЛА і УНІТА. Проте вже влітку 1975 в країні йшла повномасштабна громадянська війна.
МПЛА Агостіньо Нето виступало за розвиток за моделлю «соцтабору», спираючись на народності мбунду, а також мулатів. ФНЛА Голдена Роберто орієнтувалася на консервативні сили Заходу і спиралася на баконго. УНІТА Жонаса Савімбі дотримувалася самобутньої ідеології антикомуністичного соціалізму, спираючись на овімбунду. Зовнішніми союзниками МПЛА були СРСР і Куба. ФНЛА користувалася підтримкою Заїру, США, Франції, а також Китаю і до деякої міри КНДР і СРР. УНІТА встановив військово-політичні зв'язки з ПАР.
Восени 1975 МПЛА взяло Луанди під військово-політичний контроль. Вибиті зі столиці загони ФНЛА розмістилися на плацдармах в У]же і Заїрі, звідки розгорнули наступ на столицю. Значну частину армії Голдена Роберто становили заїрський військовослужбовці, а самим боєздатним підрозділом був загін білих найманців під командуванням Костаса Георгіу. Зброї було отримано в значній мірі з Китаю та Північної Кореї. Бійці (за винятком нечисленних європейських найманців) були недостатньо навчені і мотивовані, озброєння поступалося противнику.
10 листопада 1975 ударні сили ФНЛА були розгромлені на підступах до Луанді в битві при Кифангондо. Наступного дня незалежність Анголи була проголошена під владою МПЛА. Розгорнувся масований наступ ФАПЛА і кубинських військ.
На початку січня 1976 загони ФНЛА відступили з Кармони — політичної столиці Роберто. Був зданий Амбріш — головна військова база. У лютому війська МПЛА і кубинці вступили в Сан-Сальвадор-ду-Конго — рідне місто Роберто. З захопленням 18 лютого міста Педру-да-Фейтісу сили МПЛА встановили контроль над північним кордоном країни. ФНЛА як військова сила практично перестав існувати. Залишки його військ безладно відступили на територію Заїру.
У 1976–1978 роках ФНЛА намагався час від часу завдавати ударів, періодично прориваючись на ангольську територію. Зусиллями Лукаса Нгонди Бенгі і Нгола Кабангу в Уїже вдалося частково відтворити партизанську інфраструктуру. Але її дії були малоефективні. Реальну партизанську війну проти режиму МПЛА вів Савімбі на чолі УНІТА. Частина бійців ФНЛА перебралися під натиском військ МПЛА в Намібію (у той час окуповану ПАР), де приєдналися до УНІТА або брали участь в рейдах південноафриканської армії на територію Анголи.
У 1979 Заїр нормалізував відносини з Анголою. Це означало втрату всяких можливостей для подальшої збройної боротьби. Голден Роберто з найближчим оточенням перебрався до Франції. Діяльність ФНЛА практично припинилася.

## Партія легальної опозиції
На рубежі 1980–1990 років режим МПЛА змушений був провести політичні реформи, включаючи перехід до багатопартійної системи. Одним з результатів стала легалізація ФНЛА. Голден Роберто і його соратники повернулися в Анголу. ФНЛА був перетворений в легальну політичну партію.
У 1992 ФНЛА брав участь у парламентських виборах, Роберто висував свою кандидатуру на президентську посаду. За підсумками виборів було оголошено про перемогу МПЛА і президента душ Сантуша . Відмова Савімбі визнати результати привів до масакри на Хеллоуїн. Основний удар було завдано по УНІТА, але загинули і багато активістів ФНЛА. Проте керівництво ФНЛА, на відміну від Савімбі, визнало правлячий режим і продовжило інтеграцію в ангольську політичну систему. При цьому вплив партії різко знизилося навіть в районах проживання баконго.
Наразі ФНЛА є партією правої опозиції. У той же час її керівництво виступає з позицій примирення всіх політичних сил країни. На цьому сходяться ворогуючі партійні фракції. Лукас Нгонда Бенгі прямо виступає за союз з МПЛА. Нгола Кабангу висловлюється за участь Куби у відновленні ангольської економіки і досягненні національної злагоди.
Важливий напрямок партійної діяльності — інформування суспільства про заслуги ФНЛА в боротьбі за незалежність Анголи.

## Внутрішньопартійні конфлікти
У другій половині 1990-х в ФНЛА виник гострий конфлікт між Голденом Роберто і Лукасом Нгонда Бенгі, які висунули претензії на лідерство. Нгонда Бенгі, який виступав за примирення і союз з МПЛА, заручився підтримкою уряду. На з'їзді ФНЛА в 1999 він домігся свого обрання на вищу партійну посаду. Роберто перейшов в статус «почесного президента партії».
Безсоромність і безпринципність Нгонди Бенгі, образливі висловлювання на адресу історичного лідера (Нгонда називав Роберто Um leão sem dentes — «лев без зубів») викликали обурення багатьох ветеранів та активістів ФНЛА. В 2004 черговий з'їзд затвердив головою партії Нгола Кабангу, який зберіг вірність Роберто. Партія фактично розкололася.
2 серпня 2007 помер Голден Роберто. Прихильники Нгола Кабангу обрали його президентом ФНЛА. Внутрішньопартійна в 2010 опозиція провела свій з'їзд, проголосивши главою партії Лукаса Нгонду Бенгі. Вважається, що група Нгонди Бенгі є агентурою уряду в правій опозиції, а сам він пов'язаний з генеральним секретарем МПЛА Діну Матрушем.
В 2011 Конституційний суд Анголи визнав легітимним президентом ФНЛА Лукаса Нгонду Бенгі. Частина партійного активу вважає своїм лідером Нгола Кабангу.

## Результати на виборах
На минулих у 1992 парламентських виборах отримує 2,4% голосів (5 місць у Народних зборах). На виборах 2008 за ФНЛА проголосували 1,11% виборців (3 місця в Народних зборах). На виборах 2012 за неї голосують 1,13% виборців (2 місця в Народних зборах).